# English Pouter
L'English Pouter és una raça de colom elegant desenvolupada al llarg de molts anys de cria selectiva. Els pouters anglesos, juntament amb altres varietats de coloms domesticats, són tots descendents del colom roquer. Una raça amb un pap engrandit, un tret distintiu descrit per Charles Darwin a La variació dels animals i les plantes sota domesticació (1868).

## Història
William Bernhardt Tegetmeier va proposar que el Pouter anglès va sorgir de l'encreuament de les antigues races de coloms: el Cropper holandès, l'Uploper i el Pouter parisenc. Cadascuna d'aquestes races es descriu en obres que daten del segle XVII. No obstant això, en un relat anterior, John Moore va suggerir que la raça era el resultat d'un encreuament entre un tipus de colom de bosc i un altre tipus anomenat de cavall, ambdós tipus de coloms del segle XVIII. Històricament, el Pouter anglès també s'anomenava Pouting Horseman, a causa dels vincles amb la raça Horseman.
Charles Darwin va descriure el colom anglès a la seva obra de 1868 *The Variation of Animals and Plants Under Domestication*, dient que la raça era "potser la més sigular entre tots els coloms domesticats".

## Descripció
Com passa amb totes les races de coloms domesticats, el colom anglès descendeix del colom roquer (Columba livia) i s'ha desenvolupat al llarg dels anys mitjançant la cria selectiva d'individus amb característiques específiques. És una raça de colom de luxe, és a dir, un tipus de colom que pels aficionats als coloms forma part del grup dels coloms de luxe, a diferència dels coloms voladors/esportius o els coloms utilitaris. El Pouter té extremitats llargues amb un pap engrandit i, en general, un cos gran.